# Let Love Rule
Let Love Rule es el álbum debut del músico de rock estadounidense Lenny Kravitz, publicado el 19 de septiembre de 1989 por Virgin Records America.
Su entonces esposa Lisa Bonet, escribió para este disco la letra de "Fear" y coescribió la letra de la canción, "Rosemary".

## Repercusión comercial
Let Love Rule alcanzó el puesto n.º 61 del Billboard 200, mientras que en el Reino Unido, en el UK Albums Chart, el álbum llegó a obtener la posición n.º 56. Inicialmente, el álbum fue un éxito moderado en los Estados Unidos, pero se convirtió en un gran éxito en todo el mundo, especialmente en Europa, vendiendo más de 2 millones de copias. Recibió el reconocimiento con la certificación de disco de oro en los Estados Unidos en 1995. A partir de noviembre de 2002, el álbum ha vendido 860 000 unidades en los EE. UU. (Sobre la base de los números de venta de mtv.com Nielsen SoundScan).

## Lista de canciones
1. Sittin' on Top of the World – 3:15
2. Let Love Rule – 5:42
3. Freedom Train – 2:50
4. My Precious Love – 5:15
5. I Build This Garden For Us – 6:16
6. Fear! – 5:25
7. Does Anybody Out There Even Care? – 3:42
8. Mr. Cab Driver – 3:49
9. Rosemary – 5:27
10. Be – 3:16
11. Blues for Sister Someone  – 2:51
12. Empty Hands  – 4:42
13. Flower Child  – 2:56